# Alice Tükörországban (film, 2016)
Az Alice Tükörországban (eredeti cím: Alice Through the Looking Glass) 2016-ban bemutatott egész estés amerikai vegyes technikájú film, amelyben valós és számítógéppel animált díszletek, élő és számítógéppel animált szereplők közösen szerepelnek. A forgatókönyvet Linda Woolverton írta, a filmet James Bobin rendezte, a zenéjét Danny Elfman szerezte, a producerei Tim Burton, Joe Roth, Jennifer Todd és Suzanne Todd voltak, a főszerepben Mia Wasikowska látható.
Amerikában 2016. május 27-én, Magyarországon 2016. június 2-án mutatták be a mozikban.

## Szereplők
| Szereplő           | Szereplő                    | Eredeti hang         | Magyar hang        |
| Magyarul           | Angolul                     | Eredeti hang         | Magyar hang        |
| ------------------ | --------------------------- | -------------------- | ------------------ |
| Alice Kingsleigh   | Alice Kingsleigh            | Mia Wasikowska       | Molnár Ilona       |
| Kalapos            | The Mad Hatter              | Johnny Depp          | Nagy Ervin         |
| Vörös Királynő     | The Red Queen               | Helena Bonham Carter | Für Anikó          |
| Fehér Királynő     | The White Queen             | Anne Hathaway        | Major Melinda      |
| Idő                | Time                        | Sacha Baron Cohen    | Fekete Ernő        |
| Tutyika és Mutyika | Tweeddledee and Tweeddledum | Matt Lucas           | Elek Ferenc        |
| Zanick Hightop     | Zanick Hightop              | Rhys Ifans           | Csankó Zoltán      |
| Helen Kingsleigh   | Helen Kingsleigh            | Lindsay Duncan       | Kovács Nóra        |
| Lady Ascot         | Lady Ascot                  | Geraldine James      | Menszátor Magdolna |
| Hamish             | Hamish                      | Leo Bill             | Minárovits Péter   |
| Dr. Benett         | Dr. Benett                  | Andrew Scott         | Rajkai Zoltán      |
| Alvidék királya    | Underland's king            | Richard Armitage     | Kautzky Armand     |

### Különleges szereplők/szinkronhangjai
| Szereplő        | Szereplő              | Eredeti hang                  | Magyar hang    |
| Magyarul        | Angolul               | Eredeti hang                  | Magyar hang    |
| --------------- | --------------------- | ----------------------------- | -------------- |
| A Bölcselő      | Absolem               | Alan Rickman (utolsó szerepe) | Papp János     |
| Nyalka Nyúl     | White Rabbit          | Michael Sheen                 | Lippai László  |
| Vigyori úr      | Cheshire Cat          | Stephen Fry                   | Faragó András  |
| A Badar         | March Hare            | Paul Whitehouse               | Kerekes József |
| Hőscincér       | Dormouse              | Barbara Windsor               | Zsurzs Kati    |
| Bayard, a véreb | Bayard the bloddhound | Timothy Spall                 | Melis Gábor    |
| Beszélő virágok | Talking Flowers       | Imelda Staunton               | Kocsis Mariann |
| Wilkins         | Wilkins               | Matt Vogel                    | Kassai Károly  |